# Edge of Sanity
Az Edge of Sanity egy svéd melodikus/progresszív death-metal együttes volt. Dan Swanö alapította, akit több más svéd együttesekből is ismerhetünk (például Therion, Katatonia, Marduk, Bloodbath stb.) 1989-ben alakultak Finspång városában. Fennállásuk alatt nyolc stúdióalbumot jelentettek meg. Két korszakuk volt: először 1989-től 1999-ig működtek, majd 2003-ban újból összeálltak egy rövid időre, ekkor Dan Swanö újból megalapította a zenekart, a többi eredeti tag nélkül, és elkészítette az 1996-os Crimson album folytatását, Crimson II néven. Ezután végleg feloszlott a zenekar. Első nagylemezükön még hagyományos death metalt játszottak, majd második albumukkal kezdve progresszív/melodikus death metalt játszanak. Az Edge of Sanity progresszív death metalt játszik, amely azt takarja, hogy a death metal mellett számtalan egyéb zenei stílus elemeit vegyítik és a death metal hörgés mellett progresszív metal jellegű "tiszta" ének is hallható.

## Tagok
Utolsó felállás
- Dan Swanö – ének (1989–1997, 2003), billentyűk (1991–1996, 2003), zongora (1992–1993, 1997), gitár (1994–1997, 2003), basszusgitár (1997, 2003), dob (2003)

Volt tagok
- Andreas Axelsson − gitár (1989–1999), ének (1997)
- Sami Nerberg − gitár (1989–1999)
- Anders Lindberg − basszusgitár (1989–1999)
- Benny Larsson − dob (1989–1999)
- Robert Karlsson − ének (1997–1999)

## Stúdióalbumok
- Nothing But Death Remains (1991)
- Unorthodox (1992)
- The Spectral Sorrows (1993)
- Purgatory Afterflow (1994)
- Crimson (1996)
- Infernal (1997)
- Cryptic (1997)
- Crimson II (2003)